# Sân bay Graciosa
Sân bay Graciosa (tiếng Bồ Đào Nha: Aérodromo da Graciosa) là một sân bay trên đảo Graciosa ở Açores (IATA: GRW, ICAO: LPGR), Bồ Đào Nha. Sân bay này có 1 đường băng dài 1325 m, rộng 30 m bề mặt nhựa đường.

## Các tuyến bay theo lịch trình
- SATA Air Acores (Terceira)